# Kazajistán en los Juegos Olímpicos de París 2024
Kazajistán estuvo representado en los Juegos Olímpicos de París 2024 por un total de 79 deportistas que compitieron en 20 deportes. Responsable del equipo olímpico es el Comité Olímpico Nacional de Kazajistán, así como las federaciones deportivas nacionales de cada deporte con participación.
Los portadores de la bandera en la ceremonia de apertura fueron el boxeador Aslanbek Shymberguenov y la atleta Olga Safronova.

## Medallistas
El equipo olímpico de Kazajistán obtuvo las siguientes medallas:
| Nombre                      | Deporte            | Competición         |
| --------------------------- | ------------------ | ------------------- |
| Oro                         |                    |                     |
| Yeldos Smetov               | Judo               | –60 kg M            |
| Plata                       |                    |                     |
| Nurbek Oralbay              | Boxeo              | 80 kg M             |
| Nariman Kurbanov            | Gimnasia artística | Caballo con arcos M |
| Demeu Zhadyrayev            | Lucha grecorromana | 77 kg M             |
| Bronce                      |                    |                     |
| Nazym Kyzaibai              | Boxeo              | 50 kg F             |
| Gusman Kyrgyzbayev          | Judo               | –66 kg M            |
| Alexandra Le Islam Satpayev | Tiro               | Rifle 10 m mixto    |